# Torre del Castell Palau dels Bellvís
La Torre del Castell Palau dels Bellvís és una antiga edificació defensiva medieval catalogada com bé d'interès cultural, amb el codi (BRL) 46.24.047-001, anotació M º: RI-51-0010941 i data d'anotació 2002.12.04. Se li coneix també com Casa dels Marquesos de Bèlgida o Torre Presó. Es troba a la plaça de l'Església de l'antic nucli de Bèlgida, a la Vall d'Albaida.
Antigament formava part del Castell Palau dels Bellvís, enderrocat al segle xix. Es troba en ruïnes, encara es conserva la porta  ogival que presenta grans dovelles, diversos arcs apuntats de les finestres i l'entrada que presenta voltes de nervadura gòtica antigament rematades per rosasses, desapareguts.

## Història
Es desconeix la data de construcció del castell, però  Martí de Viciana-historiador que va viure al segle xvi - ho esmenta en la seva narració del miracle eucarístic de Llutxent. Aquesta menció concorda amb altres del segle xiii que fan referència al castrum de Bèlgida. Per això alguns historiadors es plantegen la possibilitat que al  XVI el conjunt encara tingués l'aspecte de l'Espanya musulmana. Els  belgidenses tradicionalment aplicaven a la fortalesa la denominació d'alcàsser, la qual s'usava per als castells de l'Al-Àndalus que es trobaven en un entorn urbà. Sent d'origen  musulmà, ha de tractar-se d'una fortificació anterior a la Reconquesta, del període almohade (1178 - 1244). Durant la seva decadència, l'estat almohade va procedir a fortificar diversos emplaçaments estratègics, com ara els castells de  Vilella, Chío, Albaida i possiblement el de Bèlgida. Alguns experts afirmen que la fortalesa original  islàmica hauria ocupat una extensa superfície.
Després de la Reconquesta  aragonesa, el senyoriu va passar a Bernat de Bellvís, la família va establir a Bèlgida la seva seu principal. Mallada d'Entença, posseïdora de l'usdefruit de la senyoria entre els anys 1348 i 1368, havia fundat una colònia cristiana a Bèlgida al voltant de l'església de Sant Llorenç. Ella havia adquirit el mer imperi o alta jurisdicció l'any 1353. És ella-opina Soler Molina-a qui s'ha d'atribuir la construcció del palau. Guillem de Bellvís, el seu fill i hereu, disposà d'aquesta manera d'un palau on retirar-se i una església per ser enterrat. La baronia va ser venuda per Francisco Bellvís de Centelles al Cardenal Luis Juan Milá, propietari durant quaranta-sis anys. Va tornar a la família Bellvís a recuperar el seu net Antonio Bellvís Ferrer, a 1524. Cal tenir present que fins a l'expulsió dels moriscos a 1609 hi va haver a la població un lloc d'aquests (60 focs a 1585). A partir del segle xvi, el castell-palau va deixar de ser habitat pels seus senyors, iniciant la seva decadència que es va accelerar a partir de finals del segle xix fins a la seva desaparició gairebé completa.

## Descripció
No queda gran cosa de l'antiga fortificació. Cap a finals dels  anys vuitanta del segle passat es va enderrocar la façana, de la qual es conserva en els arxius del  Ministeri de Cultura una fotografia de 1979, no descartant-se la possibilitat que altres institucions o particulars en posseeixin d'altres.
Una segona torre es recollia en la tradició oral del segle xx, si bé la denominació alcàsser fa pensar que originalment fossin quatre torres en un recinte quadrangular. Una torre va ser demolida a 1899 per amenaça de ruïna i la de ponent a 1910 per edificar un habitatge.
A falta de la major part de l'edifici original, cal recórrer a la descripció de l'historiador local Mariano Jornet Perales, a 1932:
| « | ... la fàbrica i gruix dels murs, la resistència de les voltes i la distribució interior li donaven més caràcter de fortalesa que de palau. Tenen els murs 1,55 metres de gruix i estan compostos d'un conglomerat de grava, llacorella i morter que el temps ha endurit com la pedra. Les cantonades de l'edifici són de carreu fins a l'altura de 2,50 metres, així com la porta d'entrada. Avui es troba enderrocat gairebé tot l'edifici, però queda intacta la seva bella porta ogival, de grans dovelles, i encara pot admirar alguns arcs apuntats de les finestres i també de les peces de l'entrada amb voltes de nervadura gòtica, de les claus s'han desprès les rosasses. La peça de l'entrada tenia, fins no fa gaire, rètols amb inscripcions gòtiques a la nervadura de la volta, i en el fris de la portada hi ha el buit com d'haver estat arrencat l'escut senyorial. A l'est i sud del palau s'estén l'hort, en el qual existeix encara l'anomenada cisterna. | » |